# Vor Gericht (Gedicht)
 Vor Gericht  ist ein Gedicht von Johann Wolfgang von Goethe, geschrieben im Jahr 1776.

## Entstehungsgeschichte
Der junge Goethe verfasste 1776 diese literarische Verteidigungsrede einer ledigen Mutter, die sämtliche Konventionen der Gesellschaft, in der sie lebt, für nichtig erklärt. Veröffentlicht wurde die Ballade erstmals 1815, nachdem sie zuvor nur in einer handschriftlichen Gedichtsammlung für Frau von Stein enthalten war.
Goethe war zu diesem Zeitpunkt noch nicht Geheimer Legationsrat des Herzogs Carl August. In dieser Funktion musste er sich später als Berater und Gutachter betätigen, wie z. B. im Fall der Kindermörderin Anna Catharina Höhns (1783), in dem sich Goethe wie seine Kollegen für die Todesstrafe aussprach:
„Da das Resultat meines unterthänigst eingereichten Aufsatzes mit beyden vorliegenden gründlichen Voti völlig übereinstimmt, so kann ich um so weniger zweifeln selbigen in allen Stücken beyzutreten, und zu erklären, dass auch nach meiner Meinung räthlicher seyn mögte die Todesstrafe beyzubehalten.“

## Inhalt
Von wem ich es habe, das sag’ ich euch nicht,

Das Kind in meinem Leib. –

Pfui! speyt ihr aus: die Hure da! –

Bin doch ein ehrlich Weib.

Mit wem ich mich traute, das sag’ ich euch nicht.

Mein Schatz ist lieb und gut,

Trägt er eine goldene Kett’ am Hals,

Trägt er einen strohernen Hut.

Soll Spott und Hohn getragen seyn,

Trag’ ich allein den Hohn.

Ich kenn’ ihn wohl, er kennt mich wohl,

Und Gott weiß auch davon.

Herr Pfarrer und Herr Amtmann ihr,

Ich bitte, laßt mich in Ruh!

Es ist mein Kind, es bleibt mein Kind,

Ihr gebt mir ja nichts dazu.

## Form
Das Gedicht im Ton einer volkstümlichen Ballade, hat vier Strophen zu je vier Zeilen. Die erste und dritte Zeile jeder Strophe haben keinen Endreim, während sich die zweite und vierte Zeile dagegen durchgehend reimen. Das Versmaß ist nicht einheitlich, sondern die Silbenbetonung wechselt zwischen jambischem (siehe Verse 2, 3, 4, 6 usw.) und daktylischem Versmaß (siehe Verse 1, 5, 9 usw.).

## Die Frau in der Gesellschaft von 1770
In Deutschland herrschte zu dieser Zeit der Spätfeudalismus. Im Vergleich zu Frankreich und England trat die Industrialisierung daher etwas später ein. Ein Großteil der Landbevölkerung gehörte der ungebildeten Unterschicht an. Viele unverheiratete junge Frauen folgten dem gesteigerten Bedürfnis des wachsenden Bürgertums nach Dienstboten und zogen in die Städte. Dies bedeutete für viele eine große Umstellung.
Gleichzeitig begannen sich bürgerliche Wertvorstellungen auch in anderen Gesellschaftsschichten durchzusetzen:
„Als ein spezifisch bürgerlicher Wert diffundierte das Leitbild vorehelicher Enthaltsamkeit mit dem Gesamtkomplex bürgerlicher Normvorstellungen und Verhaltensweisen auch in andere soziale Gruppen. Die vom absolutistischen Staat durchgesetzten kirchlichen Moralvorschriften verstärkten diesen Prozess.“ 
Unverheiratete junge Männer aus dem Bürgertum heirateten zumeist nur innerhalb ihres eigenen Standes, was den sexuellen Verkehr mit Frauen aus der Dienstbotenschicht indessen nicht ausschloss.
Auch verheiratete Männer nutzten vermutlich die Abwechslung, und auch sie waren, da sie schon gebunden waren, im Falle einer Schwangerschaft de facto nicht belangbar. Die ledige Mutter war also auf sich allein gestellt.
Dies soll nicht bedeuten, dass uneheliche Kinder zu dieser Zeit nur von Dienstmädchen zur Welt gebracht wurden, und auch in Goethes Ballade ist der gesellschaftliche Stand des lyrischen Ichs unbekannt. Doch stellte sich die Situation in solch einem Fall aus den genannten Gründen als besonders schwierig dar.

## Interpretation
In Goethes Gedicht bleibt vieles offen. Es bleibt unbekannt, wer die werdende Mutter anklagt. Dabei lässt sich vermuten, dass es sich hierbei um weltliche und kirchliche Würdenträger handelt, welche die Mutter darum bittet, in Ruhe gelassen zu werden. Sie ist, unehelich, schwanger (V. 2), jedoch geht sie auf ihre heimliche Affäre bewusst nicht weiter ein. Der Vater des Kindes aber kann ebenso gut ein Bauer mit Strohhut wie auch eine Person aus oberen sozialen Schichten mit „goldene[r] Kett’“ sein. Die Sprecherin steht zu ihrem Kind und möchte es behalten (V. 15 f.).